# Plateau des Spélugues
Le Plateau des Spélugues (les « Grottes ») constitue la parcelle de terre rebaptisée Monte-Carlo le 1er juillet 1866, et sur laquelle a été bâti le casino de Monte-Carlo. La grotte des Spélugues est le principal site troglodyte de la région avec celles de Baoussé-Roussé près de Menton et des Rochers de Beaulieu.

## Étymologie
Le plateau des Spélugues se dit en monégasque Ë Speřüghe, du roman commun et au singulier speluca, correspondant au latin classique spelunca lui-même issu du grec 'σπήλαιον'='spèlaion' signifiant grotte et qu'on retrouve dans le nom de spéléologie.

## Plateau
La falaise du plateau des Spélugues était parsemée de petites grottes, d'où son nom. Lors du terrassement du plateau pour la construction du casino, des monnaies puniques, phéniciennes et carthaginoises ont été retrouvées dans les sols, ce qui indique que ces populations occupaient au moins occasionnellement le plateau des Spélugues. Enfant, l'empereur Pertinax jouait dans les rochers des Spélugues et y fit construire une tour à peu près au même endroit où se situe le Casino. Les traces de la civilisation romaine sont elles nombreuses, et collectées par le Musée d'anthropologie préhistorique de Monaco.
Les documents du Moyen Âge montrent ensuite un plateau des Spélugues désert.
À partir de 1856, une station d'hiver est créée dans le quartier de la Condamine et s'étend jusque sur le plateau des Spélugues. En 1911, une nouvelle réglementation urbaine oblige à retirer les installations balnéaires du plateau.
En 1863, la Société des bains de mer de Monaco est créée pour développer la promotion immobilière sur le plateau des Spélugues. Mais le plateau des Spélugues prête à la raillerie de ceux qui l'associent à Spelunke en allemand (« établissement douteux »), ou spélonque en ancien français (coupe-gorge). François Blanc conseille au prince Charles III de Monaco de changer ce nom peu évocateur : par une ordonnance du 1er juillet 1866, le nouveau quartier des Spélugues est rebaptisé Monte-Carlo (le « Mont-Charles ») en l'honneur du prince.
Il ne reste aujourd'hui plus que le nom avenue des Spélugues à Monte-Carlo qui fait référence au passé du quartier. 

## Grotte et tombant

### Description
La grotte des Spélugues se situe sous le plateau. À sa découverte à la fin du XIXe siècle, elle est évaluée à 30 mètres de longueur sur 1,5 mètre de largeur et 2 mètres de hauteur.
Le tombant des Spélugues se situe dans la ligne de jetée de la grotte. Il couvre une surface large de 90 mètres (superficie totale 1,9 hectare) et profonde de 0 à 42 mètres (profondeur moyenne 18,2 mètres). Son périmètre est d'à peu près 720 mètres. Le tombant est aussi appelé en anglais The Falling des Moulins.

### Histoire
En 1890, lors de la construction de la jonction du chemin de fer reliant la France à l'Italie via Monaco, une grotte est découverte à 8 mètres au-dessus de la voie ferrée, et particulièrement en dessous de la Villa Auguste (devenue aujourd'hui le Centre cardio-thoracique de Monaco). L'antre est baptisé grotte des Spélugues, et son étude est confiée à Émile Rivière (père de la spéléologie) en 1896. Dans la grotte, des ossements humains et des débris d'animaux étaient associés à des fragments de poteries et silex caractéristiques de l'époque néolithique. Émile Rivière, qui prend en charge l'analyse de la grotte 6 ans après sa découverte, affirme en 1916 qu'aucun squelette d'homme entier y a été trouvé, seulement des bouts d'ossements de plusieurs individus.
Le Fairmont Hotel Monte Carlo a été bâti au-dessus du tombant des Spélugues. Le tombant des Spélugues est déclaré réserve marine nationale européenne en 1986.
En 2016, Monaco annonce la construction d'un nouveau quartier sur l'eau de mer, Le Portier, pour agandir la superficie de surface constructible dans la principauté. Ce projet urbain se situe entre le tombant des Spélugues et la réserve du Larvotto. Un "rideau" est dressé pour protéger les réserves sous-marines des travaux adjacents, mais l'ensemble de la biodiversité sur les 6 hectares de travaux doit être soigneusement déplacée,. Les premières opérations de déplacement d'espèces protégées ont eu lieu jusqu’en avril 2017.

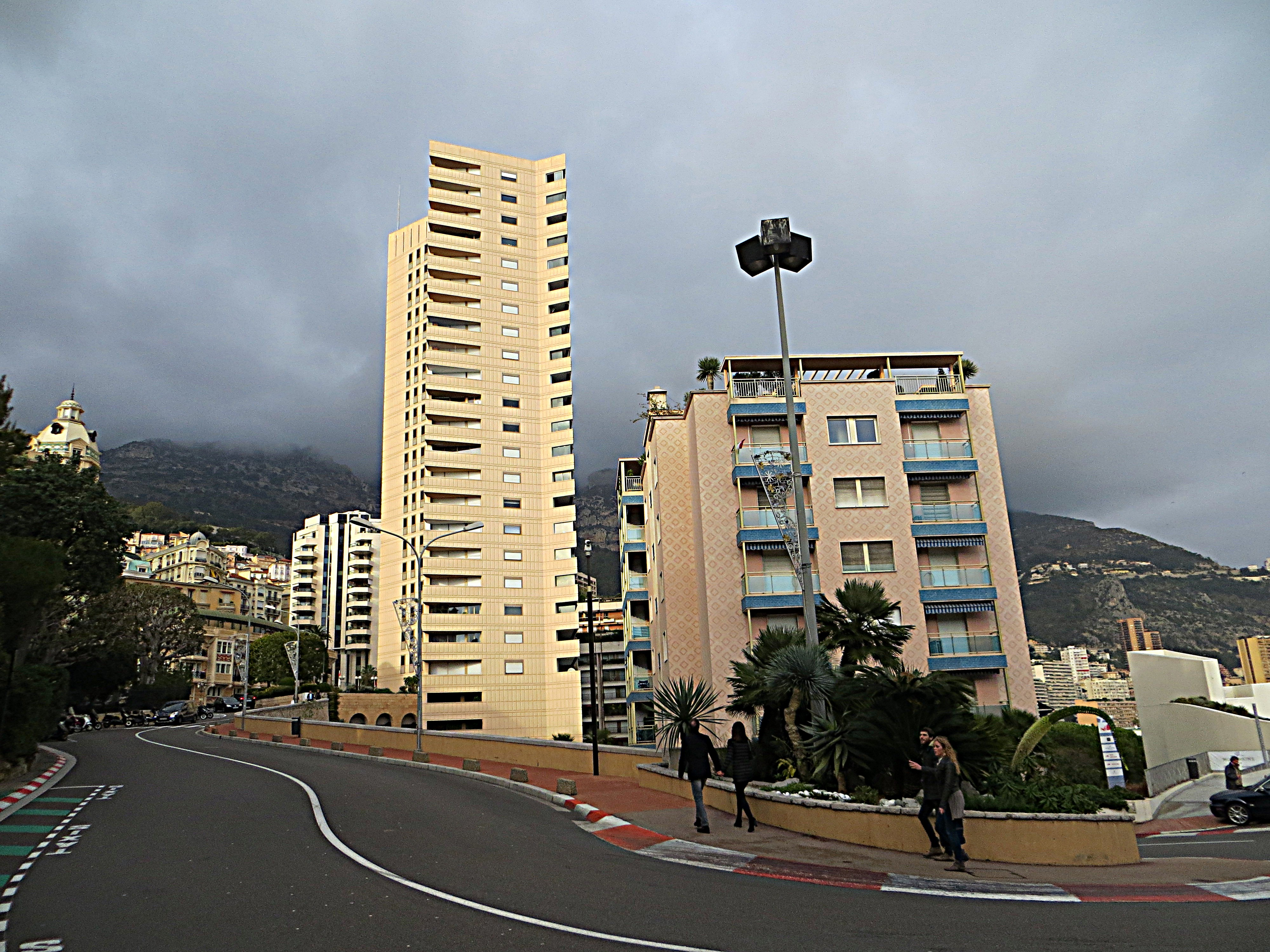
Avenue des Spélugues à Monaco.
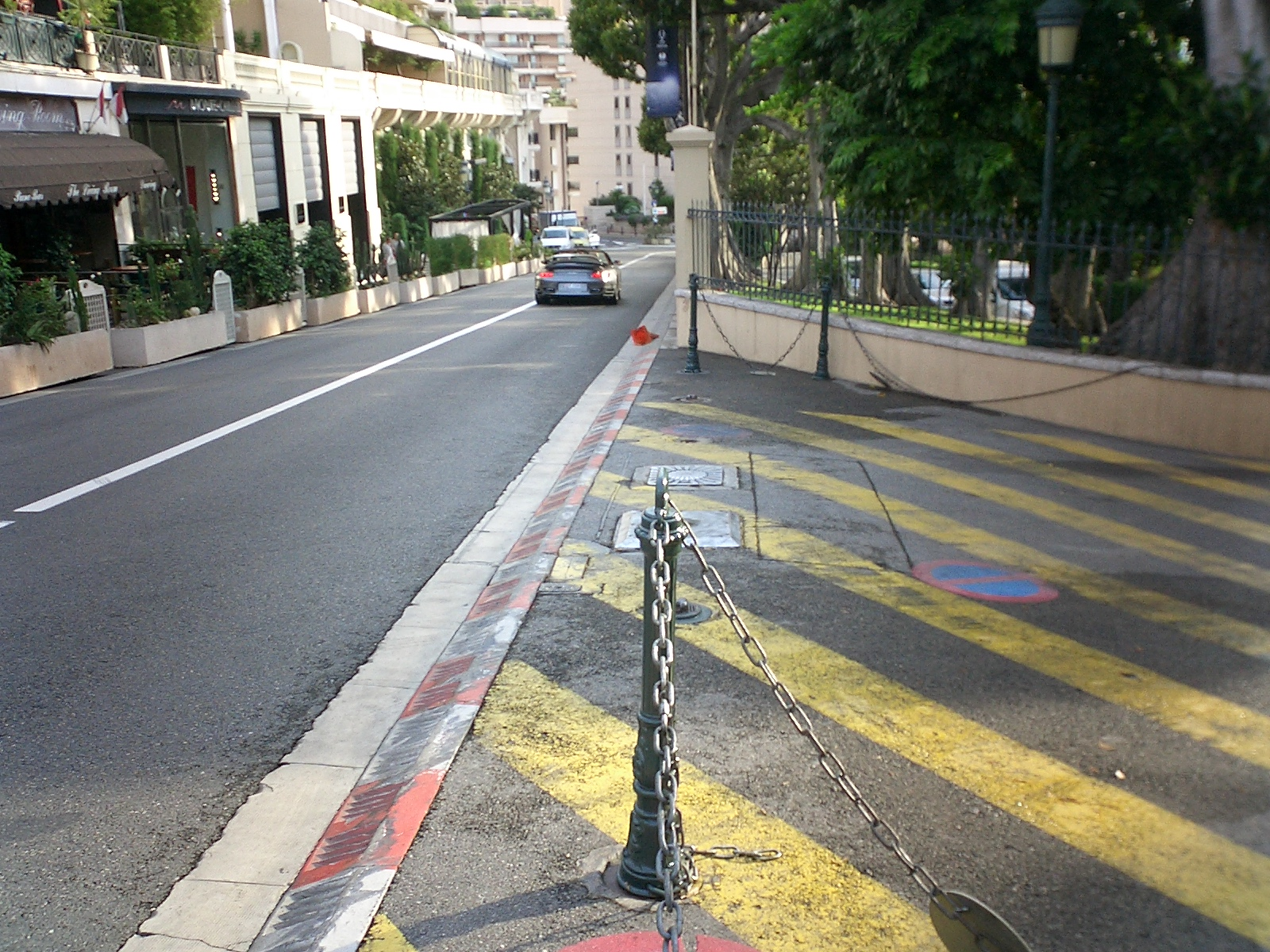
Avenue des Spélugues à Monaco.